# Aceros leucocephalus
Aceros leucocephalus là một loài chim trong họ Bucerotidae.

## Hình ảnh

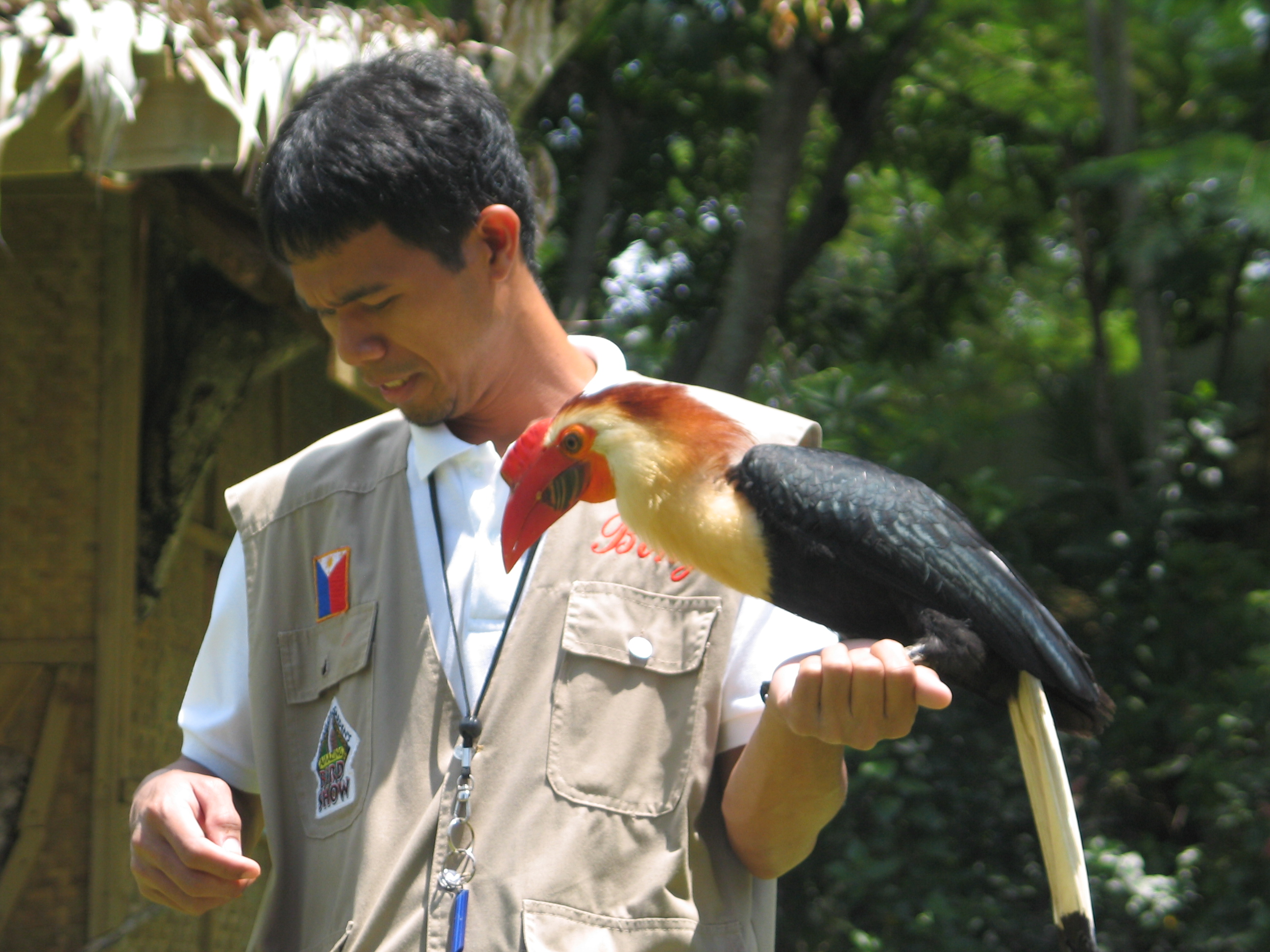
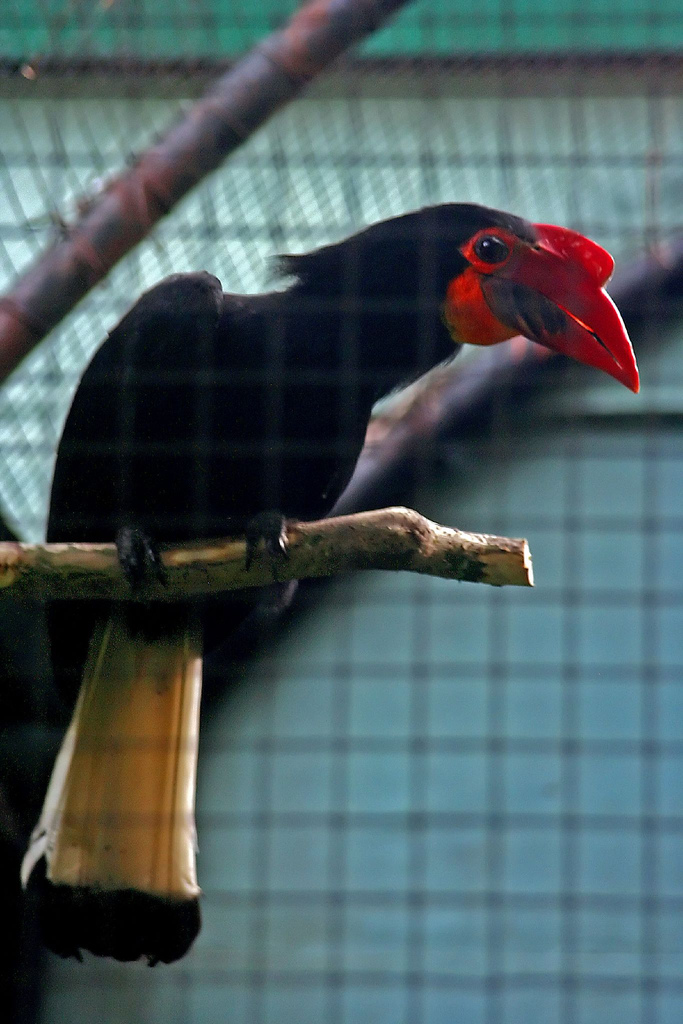
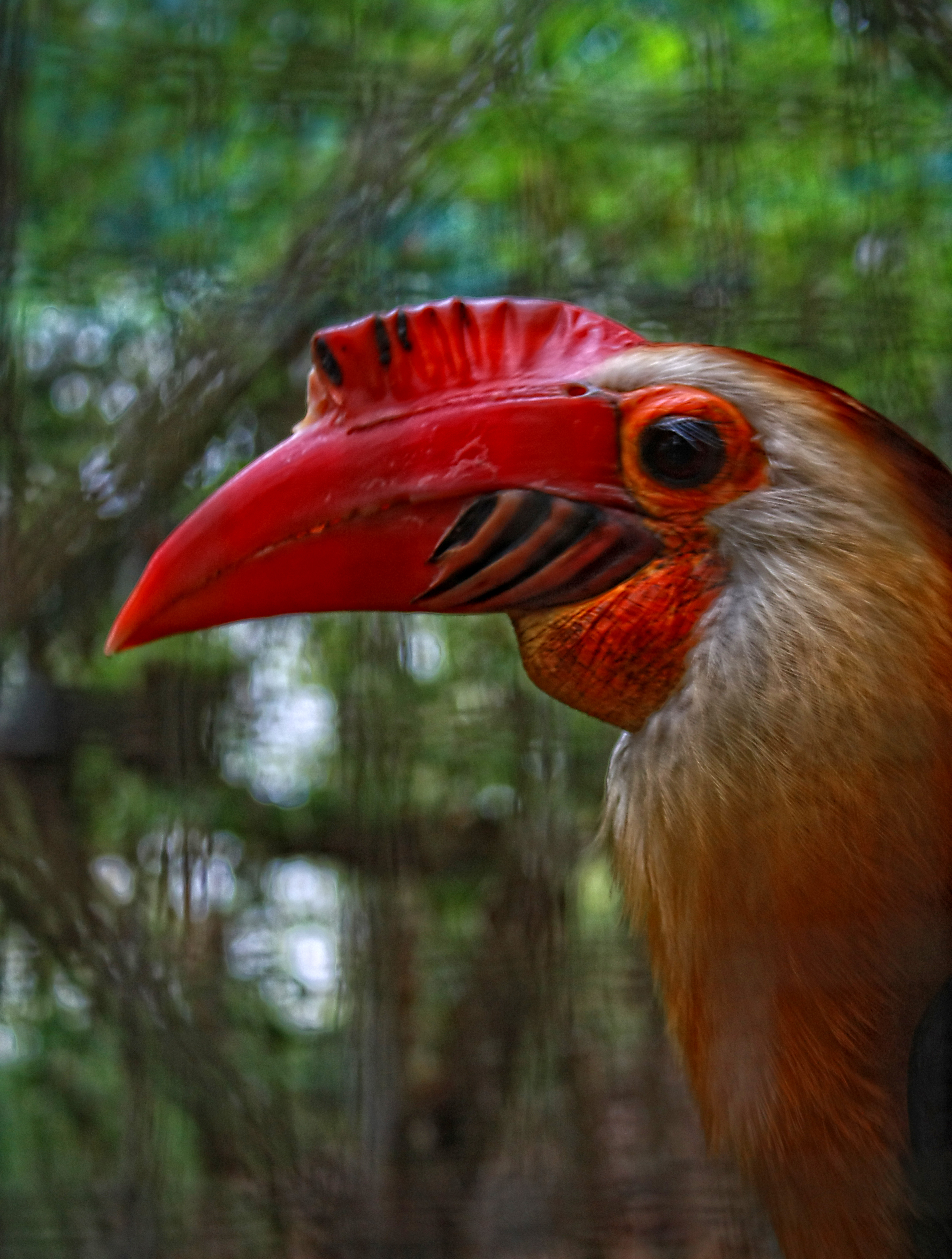